# Psaliodes fractifascia
Psaliodes fractifascia là một loài bướm đêm trong họ Geometridae.